# Wales (Nowy Jork)
Wales – miasto w Stanach Zjednoczonych, w stanie Nowy Jork, w hrabstwie Erie.